# Rágókészülék
A rágókészülék a tápcsatorna legelső része, ahol a táplálék emésztésre való előkészítése történik. Három fő funkciója van: rágás, beszéd és mimika.
A rágókészülék felépítésében a következő képletek vesznek részt:
- állcsontok
- fogak
- állkapocsízület
- rágóizmok vagy állkapcsot mozgató izmok: halántékizom, rágóizom, oldalsó röpizom, belső röpizom, musculus geniohyoideus, musculus mylohyoideus, musculus digastricus elülső hasa.
- mimikai izmok
- nyelv izmai
- szájnyálkahártya